# Conyza japonica
Conyza japonica là một loài thực vật có hoa trong họ Cúc. Loài này được (Thunb.) Less. ex DC. mô tả khoa học đầu tiên năm 1836.